# Lingua uzbeca
L'uzbeco anche scritto usbeco, uzbeko, usbeko e, raramente, usbecco (in cirillico: Ўзбек тили?, traslitterato: Oʻzbek tili) è una lingua turca parlata in Uzbekistan, Afghanistan e altri Stati dell'Asia centrale.
Al 2022, è parlata da 33 milioni di parlanti totali. Ethnologue divide la lingua in due varietà: uzbeco settentrionale (27,7 milioni) e uzbeco meridionale (5,3 milioni).

## Distribuzione geografica
I suoi parlanti sono in gran parte nativi, ed è parlata dagli Uzbechi in Uzbekistan e in altre parti dell'Asia centrale.
Nelle ex-repubbliche sovietiche ci sono circa 18,7 milioni di persone che parlano dialetti dell'uzbeco. Nell'Uzbekistan, 16,5 milioni parlano l'uzbeco come lingua nativa. Ci sono inoltre 873.000 parlanti in Tagikistan, 657.000 in Kirghizistan, 332.000 in Kazakistan, e 317.000 in Turkmenistan. Circa 5.000 persone nello Xinjiang (Cina) parlano uzbeco.
In Afghanistan circa 3 milioni di persone parlano la variante meridionale dell'uzbeco.

### Lingua ufficiale
È la lingua ufficiale dell'Uzbekistan.

### Dialetti e lingue derivate
La lingua usbeca ha molti dialetti, che variano notevolmente da regione a regione; tuttavia, c'è un dialetto comunemente compreso che è usato nei mezzi di comunicazione e nella maggior parte delle pubblicazioni a stampa. Alcuni linguisti considerano un dialetto dell'usbeco la lingua parlata nell'Afghanistan settentrionale dalla popolazione di etnia usbeca.
Lo standard ISO 639-3 classifica l'uzbeco come macrolingua composta da due membri:
- lingua uzbeca settentrionale (uzn)
- lingua uzbeca meridionale (uzs)

## Classificazione
L'uzbeco appartiene alla famiglia Qarluq delle lingue turche, e in conseguenza il suo lessico e la sua grammatica sono più strettamente legate alla lingua uigura, mentre altre influenze vengono dalle lingue persiana, araba e russa.

## Grammatica
La tipologia linguistica è Soggetto Oggetto Verbo.

## Vocabolario
L'influenza dell'Islam e della lingua araba è evidente in uzbeco, come pure l'influenza residua del russo dal tempo in cui l'Uzbekistan era sotto il dominio dapprima zarista e poi sovietico. La maggior parte delle parole arabe è arrivata in usbeco attraverso il persiano; l'usbeco condivide molto del proprio lessico di origine araba e persiana con lingue di popoli vicini quali il persiano, il tagico, l'urdu e la lingua hindi.

## Sistema di scrittura

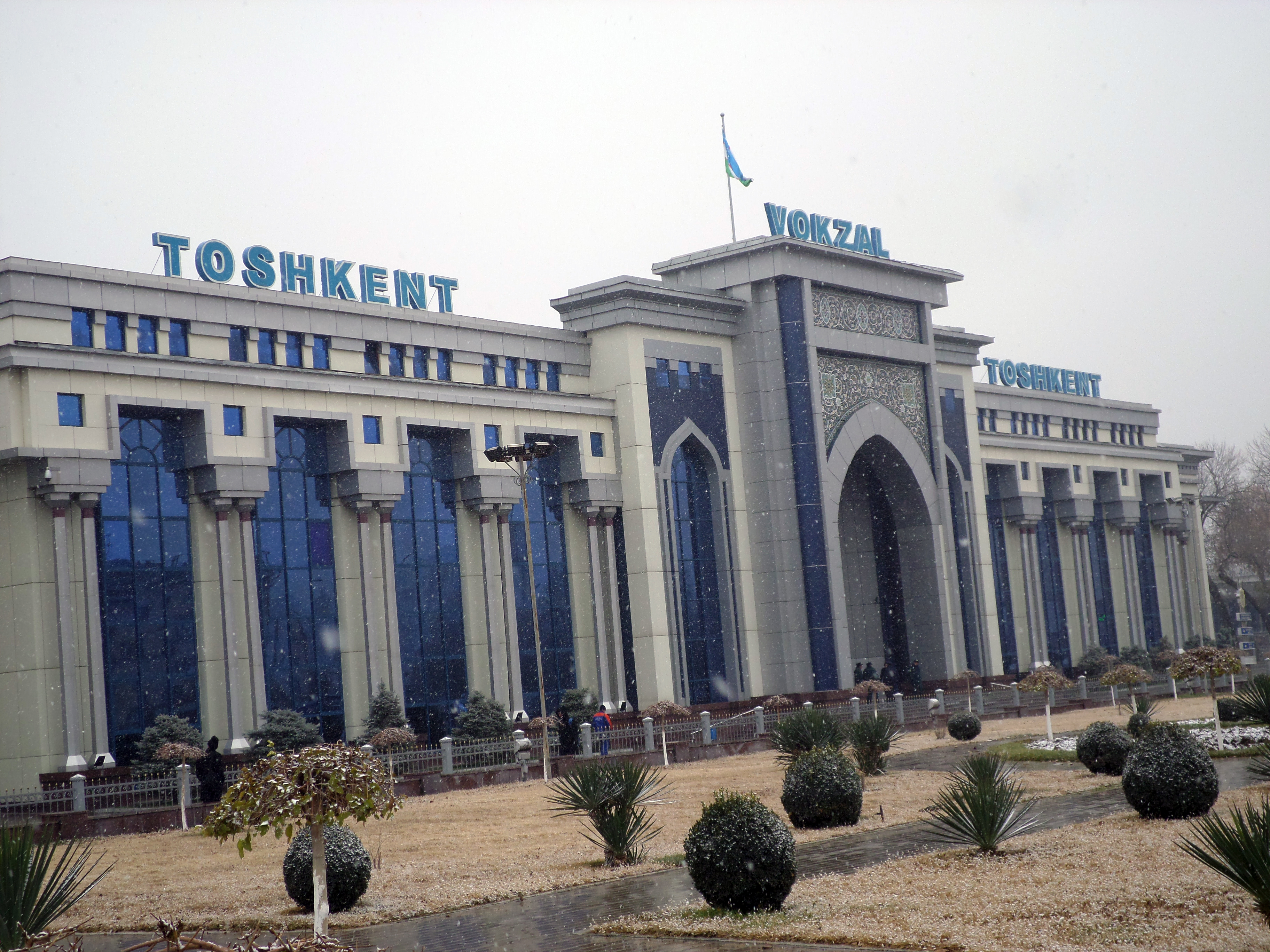
Scritte in alfabeto latino nella Stazione ferroviaria di Tashkent

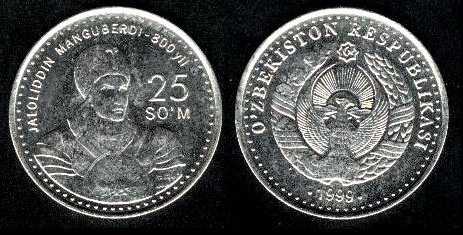
Il "Som" usbeco, con scritte in alfabeto latino dal 2001

Sino al 1927 la lingua si scrisse con l'alfabeto arabo, tuttora in uso in Afghanistan, poi con l'alfabeto latino, sostituito nel 1940 dall'alfabeto cirillico. Dopo la fine dell'Unione Sovietica, nel 1992 è stato reintrodotto l'alfabeto latino. In Cina, i parlanti dell'usbeco usano una forma modificata di alfabeto arabo-persiano.
Dal 2001 l'alfabeto latino viene usato per le monete uzbeche (Som uzbeco) e dal 2004 alcuni siti web ufficiali lo utilizzano.
Tavola dell'usbeco latino, cirillico e fonetica IPA:
| Latino | Cirillico | IPA    |
| ------ | --------- | ------ |
| A a    | А а       | /a, æ/ |
| B b    | Б б       | /b/    |
| D d    | Д д       | /d̪/    |
| E e    | Е е / Э э | /e/    |
| F f    | Ф ф       | /ɸ/    |
| G g    | Г г       | /ɡ/    |
| H h    | Ҳ ҳ       | /h/    |
| I i    | И и       | /i, ɨ/ |
| J j    | Ж ж       | /dʒ/   |
| K k    | К к       | /k/    |
| L l    | Л л       | /l/    |
| M m    | М м       | /m/    |
| N n    | Н н       | /n/    |
| O o    | О о       | /ɒ, o/ |
| P p    | П п       | /p/    |
| Q q    | Қ қ       | /q/    |
| R r    | Р р       | /r/    |
| S s    | С с       | /s/    |
| T t    | Т т       | /t̪/    |
| U u    | У у       | /u, y/ |
| V v    | В в       | /w/    |
| X x    | Х х       | /χ/    |
| Y y    | Й й       | /j/    |
| Z z    | З з       | /z/    |
| Oʻ oʻ  | Ў ў       | /ø/    |
| Gʻ gʻ  | Ғ ғ       | /ʁ/    |
| Sh sh  | Ш ш       | /ʃ/    |
| Ch ch  | Ч ч       | /tʃ/   |
| ʼ      | Ъ ъ       | /ʔ/    |
| Yo yo  | Ё ё       | /jo/   |
| Yu yu  | Ю ю       | /ju/   |
| Ya ya  | Я я       | /ja/   |
| C c    | Ц ц       | /ts/   |